# Fivemile Rock
Fivemile Rock är en kulle i Antarktis. Den ligger i Västantarktis. Argentina, Chile och Storbritannien gör anspråk på området. Toppen på Fivemile Rock är 375 meter över havet.
Terrängen runt Fivemile Rock är kuperad. Trakten är glest befolkad. Närmaste befolkade plats är Esperanza Base, 8,9 kilometer norr om Fivemile Rock.